# Order Świętego Ludwika
 Królewski Order Wojskowy Świętego Ludwika (fr. Ordre royal et militaire de Saint-Louis) – francuski order za zasługi wojenne, który istniał od 1693 do 1792 i od 1814 do 1830.

## Historia
Order św. Ludwika, ustanowiony przez Ludwika XIV na cześć przodka, Ludwika Świętego, był pierwszym nowoczesnym odznaczeniem w historii Europy: nie nawiązywał w statutach do dawnych tradycji zakonów rycerskich, a kawalerowie jego nie musieli należeć do szlachty, król zaś nie mógł go nadawać bez zgody kapituły, do której należeli delfin Francji, marszałkowie i admirałowie.
Poprzednikami orderu św. Ludwika były założony przez Henryka III w 1589 Zakon Chrześcijańskiego Miłosierdzia, którego zadaniem była opieka nad inwalidami wojennymi i który krótko istniał, oraz utworzona przez Ludwika XIII w 1633 fundacja Komandorii św. Ludwika. Komandoria miała te same zadania co Order Miłosierdzia i mieściła się już wówczas w rozbudowanym w latach 1670–1674 kompleksie Inwalidów (Les Invalides) w Paryżu, który po ustanowieniu Orderu św. Ludwika stał się jego główną siedzibą. W czasie długiego panowania Ludwika XIV mianowano 2 000 kawalerów różnych klas. Pierwszych nadań król dokonał 8 maja 1693. Order otrzymali wówczas: syn królewski, Wielki Delfin, brat króla Filip i jego syn, książę Chartres, późniejszy regent Filip Orleański, królewski kuzyn ks. Burbon-Conti i marszałek de Bellefonds.
W czasie rewolucji francuskiej order początkowo (1791) zachowano pod nazwą „Odznaczenia Wojskowego” (Décoration militaire) i nadano 5 424 osobom, ale już w 1792 skasowano. Przywrócił go w 1814 król Ludwik XVIII. Do 1830 nadano order ok. 12 000 osobom, by wyprzeć zachowaną wprawdzie, ale nie lubianą przez Burbonów Legię Honorową, co się nie udało, Legia nadal pozostała najbardziej cenionym przez weteranów odznaczeniem. Ostatecznie Order św. Ludwika zniósł Ludwik Filip I w 1831.

## Organizacja
Trójklasowy order miał liczyć 40 kawalerów Wielkiego Krzyża, 80 komandorów i nieograniczoną liczbę kawalerów III klasy. Monarcha był Wielkim Mistrzem orderu, ale – jak nadmieniono wyżej – nie miał wyłącznego prawa mianowania kawalerów. Z poszczególnymi stopniami związane były renty: kawalerowie I klasy pobierali rocznie 6 000 liwrów, komandorzy 3 000 liwrów, zaś spośród kawalerów III klasy wybierano 128, którzy pobierali roczną rentę od 800 do 2 000 liwrów. Kawalerami mogli być wyłącznie katolicy, którzy mieli za sobą co najmniej 10 lat służby w armii lub flocie; w latach późniejszych (1759) król Ludwik XV stworzył osobny Order Zasług Wojskowych (Ordre du Mérite Militaire) dla wojskowych należących do wyznań protestanckich.
Oficerowie armii francuskiej mogli, omijając stopień kawalera III klasy, otrzymać komandorię, ale kawalerów Krzyża Wielkiego wybierano wyłącznie spośród komandorów.
W 1719 regent Filip Orleański ustanowił w sprzeczności ze statutami nowe urzędy administratorów poszczególnych klas: 3 dla I klasy, 4 dla II klasy i 9 dla III klasy. Urzędy były dziedziczne i posiadanie ich wiązało się z posiadaniem orderu św. Ludwika odpowiedniej klasy. Urzędy zniósł dopiero Ludwik XVI (1779).

## Insygnia

Sposoby noszenia insygniów orderu w poszczególnych klasach

Insygnia orderu to złoty, emaliowany na biało krzyż maltański z liliami francuskimi (fleur-de-lis) między ramionami, na awersie z owalnym medalionem z podobizną św. Ludwika, otoczonym napisem: L(udovicus] M(agnus] In(stituit) 1693, na również emaliowanym rewersie z owalnym medalionem ozdobionym wieńcem laurowym. Kawalerowie III klasy nosili order na szkarłatnej wstążeczce (którą po nim przejęła Legia Honorowa) na lewej piersi, komandorzy na szkarłatnej wielkiej wstędze z prawego ramienia na lewy bok, posiadacze Krzyża Wielkiego na takiej samej wstędze z dodatkiem gwiazdy noszonej na lewej piersi. Gwiazda, w XVIII wieku haftowana, w XIX metalowa, była dużym srebrnym krzyżem maltańskim z liliami francuskimi między ramionami i z medalionem św. Ludwika w części środkowej, otoczonym tym samym napisem co medalion krzyża orderowego.
Insygnia stworzonego przez Ludwika XV orderu wojennego dla protestantów były identyczne z Orderem św. Ludwika, ale medalion środkowy przedstawiał miecz, otoczony napisem: Pro virtute bellica. Order dla protestantów był także trójklasowy, noszono go na „błękitnej” wstędze według przepisów Orderu św. Ludwika. Odnowiony w 1814 Order św. Ludwika nadawany był wszystkim bez różnicy wyznania, więc orderu dla protestantów nie przywrócono.